# District de Giridih
Le district de Giridih est un district de l'état du Jharkhand, en Inde,

## Géographie
Au recensement de 2011, sa population compte 2 445 203 habitants.
Son chef-lieu est la ville de Giridih. 